# Щербакова, Елена Юрьевна
Елена Юрьевна Щербакова (род. 3 августа 1970, Александрово-Гайский район, Саратовская область) — глава Балашовского муниципального района (2011-2016), министр внутренней политики и общественных отношений Правительства Саратовской области (2017-2019), член Балашовского политсовета.

## Биография
Елена Щербакова родилась 3 августа 1970 года в Александрово-Гайском районе Саратовской области. Завершила обучение в Саратовском педагогическом институте на историческом факультете, получив специальность учитель истории. Трудовую деятельность начала сразу после окончания обучения: работала в Александровогайской средней школе, учителем истории.
С 1997 по 2004 годы работала в должности главного редактора Александрово-Гайской районной телекомпании "Заволжье". Под её руководством редакция одной из первых в регионе была удостоена высокой награды губернатора. С 2004 по 2008 годы осуществляла трудовую деятельность главным редактором ООО "Вещатель-Медиа", вновь созданной телекомпании "НСН-Балашов" в городе Балашове Саратовской области.
Воспитала сына и дочь. 

## Политическая деятельность
В 2006 году была избрана депутатом районного Собрания Балашовского района первого созыва по избирательному округу №3.
С 2008 по 2011 годы работала в должности заместителя главы Балашовского муниципального района. Являлась председателем комитета по бюджетно-финансовым вопросам и имущественным отношениям Собрания депутатов.
С 2007 по 2016 годы была секретарём политического совета Балашовского местного отделения партии "Единая Россия", член регионального политического совета регионального отделения партии "Единая Россия". В 2019 году исключена из партии. 
В 2007 и 2011 годах избиралась руководителем депутатской группы партии в Балашовском районном собрании.
В 2011 году избрана главой Балашовского муниципального района Саратовской области. Полномочия осуществляла до сентября 2016 года. 
В ноябре 2016 года была назначена первым заместителем министра по делам территориальных образований Саратовской области. Курировала внутреннюю политику регионального правительства.
С декабря 2017 года решением губернатора Саратовской области была назначена на должность министра внутренней политики и общественных отношений Саратовской области. В этой должности проработала до 18 февраля 2019 года, когда уволилась по собственному желанию. 

## Уголовное преследование
13 февраля 2019 года решением Балашовского районного суда осуждена по обвинению в превышении должностных полномочий. По версии следствия Щербакова незаконно утвердила в 2015 году премию руководителю администрации района Москалеву на 80 тысяч рублей, а в 2016 году премировав его еще на 350 тысяч рублей. Приговорена к лишению свободы сроком на 2 года условно с испытательным сроком 1 год, штрафу в размере 200 тысяч рублей с лишением права занимать государственные должности в течение двух лет.